# David Rose
 (mai 2017).
Si vous disposez d'ouvrages ou d'articles de référence ou si vous connaissez des sites web de qualité traitant du thème abordé ici, merci de compléter l'article en donnant les références utiles à sa vérifiabilité et en les liant à la section « Notes et références ».
Pour les articles homonymes, voir David Rose (homonymie) et Rose.
David Rose est un compositeur et acteur britannico-américain né le 15 juin 1910 à Londres (Royaume-Uni), mort le 23 août 1990 à Burbank (Californie).

## Biographie
David Rose est né en 1910 à Londres. Il étudie au Conservatoire de Chicago.
Le 27 juillet 1941, il épouse l'actrice Judy Garland (1922-1969), dont il divorcera en 1944. C'est lui qui fait l'accompagnement musical de son hit For me and My Gal, en duo avec Gene Kelly.
Pendant 20 ans, il est le chef d'orchestre du populaire show télévisé de red Skelton.
En 1962, sa chanson humoristique The Stripper devient un très gros succès.
Au cinéma, il signe notamment la musique de Opération "Jupons" avec Cary Grant et Hombre avec Paul Newman.
Ses compositions lui ont rapporté plusieurs Grammy Awards, 4 Emmy Award, dont 2 pour La Petite Maison Dans La Prairie, et 2 nominations aux Oscars.
Il a deux filles, Mélanie et Angela. Il meurt en 1990, à l'âge de 80 ans.

## Filmographie

### comme acteur
- 1951 : The Red Skelton Show (série télévisée) : Orchestra Leader

### comme compositeur
- 1944 : La Princesse et le pirate (The Princess and the Pirate)
- 1944 : La Victoire des ailes (Winged Victory) de George Cukor
- 1950 : Corruption (The Underworld Story) de Cy Endfield
- 1951 : The Red Skelton Show (série télévisée)
- 1951 : It's a Big Country
- 1952 : Une fois n'engage à rien (Just This Once)
- 1952 : Un garçon entreprenant (Young Man with Ideas) de Mitchell Leisen
- 1953 : The Clown
- 1953 : La Petite Constance (Confidentially Connie)
- 1953 : Bright Road
- 1954 : It's a Great Life (série télévisée)
- 1954 : David Rose and His Orchestra : Orchestra Leader
- 1955 : La Chérie de Jupiter (Jupiter's Darling)
- 1955 : Science Fiction Theater (série télévisée)
- 1957 : Mr. Adams and Eve (série télévisée)
- 1957 : Public Pigeon No. One
- 1958 : Remous ("Sea Hunt") (série télévisée)
- 1959 : Bold Venture (série télévisée)
- 1959 : Opération jupons (Operation Petticoat)
- 1960 : The Case of the Dangerous Robin (série télévisée)
- 1960 : Ne mangez pas les marguerites (Please Don't Eat the Daisies)
- 1960 : This Rebel Breed (en)
- 1960 : The Jim Backus Show (en) (série télévisée)
- 1964 : Quick Before It Melts
- 1965 : Never Too Late (en)
- 1966 : Les Monroe ("The Monroes") (série télévisée)
- 1967 : Hombre
- 1967 : Dundee and the Culhane (série télévisée)
- 1969 : Bracken's World (série télévisée)
- 1970 : Along Came a Spider (TV)
- 1971 : The Birdmen (en) (TV)
- 1971 : The Devil and Miss Sarah (TV)
- 1973 : A Dream for Christmas (TV)
- 1974 : La Petite Maison dans la prairie ("Little House on the Prairie") (série télévisée)
- 1976 : The Loneliest Runner (TV)
- 1977 : Ransom for Alice! (TV)
- 1978 : Killing Stone (TV)
- 1978 : Suddenly, Love (TV)
- 1979 : Little House Years (TV)
- 1981 : Le Grand frère (Father Murphy) (série télévisée)
- 1983 : Little House: Look Back to Yesterday (TV)
- 1984 : Little House: The Last Farewell (TV)
- 1984 : Sam's Son
- 1984 : Les Routes du paradis ("Highway to Heaven") (série télévisée)
- 1984 : Little House: Bless All the Dear Children (TV)